# Bandu Agung (Muara Payang)
Bandu Agung is een bestuurslaag in het regentschap Lahat van de provincie Zuid-Sumatra, Indonesië. Bandu Agung telt 1301 inwoners (volkstelling 2010).